# Amtsbezirk Melk
Der Amtsbezirk Melk (teilweise: Amtsbezirk Mölk) war eine Verwaltungseinheit im Mostviertel in Niederösterreich.
Der Amtsbezirk war der Kreisbehörde in St. Pölten unterstellt und besorgte deren Amtsgeschäfte vor Ort. Die Zuständigkeit erstreckte sich neben Melk auf die damaligen Gemeinden Aggsbach, Anzendorf, Brunn, Erlauf, Gansbach, Gerolding, Kicking, Krummnußbaum, Loosdorf, Matzleinsdorf, Mauer, Ornding, Pöchlarn, Schollach, Schönbühel, Schrattenbruck, Spielberg und Zelking.
Der Amtsbezirk umfasste dabei 19 Gemeinden mit 11.710 Einwohnern (lt. Zählung von 1851).